# Römische Provinz

Römische Provinzen unter Trajan (117 n. Chr.). Die Provinzen Mesopotamia und Assyria existierten allerdings nur wenige Monate.

Die römischen Provinzen waren Verwaltungseinheiten des Römischen Reiches.
Zu einzelnen Provinzen und einer Gesamtübersicht siehe:
- Liste der römischen Provinzen bis Diokletian
- Liste der römischen Provinzen ab Diokletian
- Liste der Provinzen des Römischen Reichs

## Historische Entwicklung
Ursprünglich beschrieb der lateinische Begriff Provincia („Aufgabe, Verpflichtung“) einen Aufgabenbereich in der Verwaltung der Stadt Rom. Mit dem Erwerb zusätzlicher Gebiete wurden diese zu eigenen Aufgaben der Staatsverwaltung, also Provinzen im späteren Sinne. Bis zum 1. Jahrhundert v. Chr. gab es aber noch keine festen Verwaltungseinheiten, sondern die Magistrate erhielten jeweils einen Zuständigkeitsbereich (provincia) zugewiesen, dessen Zuschnitt wechseln konnte und der auch nicht unbedingt räumlich definiert war. Verwalter der Provinzen waren in der Zeit der Römischen Republik in der Regel Konsuln oder Prätoren, entweder noch in ihrer Amtszeit oder im direkten Anschluss daran, dann als Proprätoren oder Prokonsuln.
Die ersten Provinzen im engeren Sinne waren 241 v. Chr. die Insel Sizilien, die während des Ersten Punischen Krieges erobert worden war, und ab 237 v. Chr. Sardinien. Rom schickte je einen Prätor mit einem kleinen Kontingent zur Sicherung auf diese Inseln. Nach dem Zweiten Punischen Krieg folgte die Iberische Halbinsel. 81 v. Chr. erließ Lucius Cornelius Sulla Felix ein Gesetz, das Prätoren und Konsuln nach der Bekleidung ihres städtischen Amtes dazu verpflichtete, im folgenden Jahr eine Provinz zu übernehmen, deren Grenzen sie als Statthalter nicht mehr mit Truppen überschreiten durften. Da die Ausübung hoher Staatsämter in Rom nicht entlohnt wurde, sondern ihren Inhabern sogar hohe Kosten verursachte – etwa durch Wahlkämpfe, die Ausrichtung von Spielen oder die Errichtung öffentlicher Bauten – war es allgemein akzeptiert, dass sie sich als Promagistrate an der Provinzbevölkerung finanziell schadlos hielten, indem sie Steuern und Abgaben eintrieben. Gnaeus Pompeius Magnus etablierte im Jahre 52 v. Chr. mit dem Provinzgesetz endgültig die Statthalterschaft als eigenständiges Amt. Gegen Ende der römischen Republik, beim Tod Gaius Iulius Caesars 44 v. Chr., verfügte Rom regulär über 18 Provinzen.
In der Kaiserzeit wurde die Provinzeinteilung des Reiches mehrfach geändert und reformiert. Augustus teilte die Provinzen in kaiserliche und (modern so genannte) „senatorische“ ein. Diese wurden weiterhin von Prokonsuln verwaltet, während die Statthalter in den kaiserlichen Provinzen Legati Augusti pro praetore („Gesandte des Kaisers anstelle eines Prätors“) waren, denn de iure war der Kaiser selbst der Statthalter in diesen Gebieten und ließ sich durch die Legaten nur vertreten. Die Provinz Ägypten wurde von einem praefectus Aegypti verwaltet, der kein Senator war.
Dieses System bestand etwa drei Jahrhunderte. Unter Kaiser Diokletian wurden dann ab 285 als übergeordnete Gliederungsebene 12 (später 15) Diözesen eingeführt, denen Vikare vorstanden, und unter Konstantin I. überdies die Prätorianerpräfektur. Die hierarchische Reihenfolge dabei war Präfektur – Diözese – Provinz. Die zur Zeit Diokletians und seiner Nachfolger vielfach neu abgegrenzten spätantiken Provinzen waren in der Regel durch Aufteilung kleiner als die älteren Verwaltungseinheiten, die Gesamtzahl wurde auf etwa 120 erhöht und damit fast verdoppelt. Zudem nahm man den Statthaltern nun das Kommando über die in der Provinz stationierten Truppen, so dass sie fortan reine Verwaltungsbeamte waren. Mit dem Ende der Antike kam dann auch das Ende der römischen Provinzen, im Westen bereits im 5./6. Jahrhundert, im Osten erst in den Jahrzehnten nach der arabischen Expansion (ab 632).

## Prinzipien römischer Provinzialverwaltung
Zu den Prinzipien römischer Provinzialverwaltung gehörte es, die bestehenden Verwaltungs- und Rechtsinstitutionen in dem jeweiligen Gebiet/Land so weit wie möglich zu erhalten (wenn solche überhaupt vorhanden waren, was in den Provinzen außerhalb des Mittelmeerraums meist nicht der Fall war).
Der römischen Verwaltung unterlagen
- die Entscheidung über Steuern,
- die Verhängung der Todesstrafe und
- das Militär in der jeweiligen Provinz.

Diese Aufgaben wurden mittels eines kleinen Stabes um den Statthalter organisiert. Die Steuereintreibung, die Sache von Quästoren oder Prokuratoren war, war so flächendeckend gerade in großen Provinzen schwer durchzusetzen, weshalb man Lizenzen zur Eintreibung der Gelder an die lokalen Eliten vergab, die damit die Steuerschuld ihrer Umgebung auf sich luden und die Abgaben zur weiteren Abführung selbst einzogen. Vor allem die Städte (civitates und poleis) spielten dabei eine wichtige Rolle, und zwar unabhängig davon, ob sie offiziell zur Provinz gehörten oder formal unabhängig (civitas libera) waren.
Für die Bevölkerung der Provinzen – sofern sie nicht zur Oberschicht gehörte, die einen Teil ihrer Privilegien verlor – war dies in der Regel eine Verbesserung der Lage, war sie doch nicht mehr der Willkür lokaler Despoten ausgesetzt. Allein die Tatsache, dass lokale Instanzen keine Todesstrafe verhängen konnten – jeder römische Bürger konnte (wie etwa der Apostel Paulus) bis zum Proprätor (in der Kaiserzeit bis zum Kaiser) appellieren, jeder freie Provinzbewohner bis zum Statthalter – führte für viele Provinzialen zu einer vor der römischen Herrschaft nie gekannten Rechtssicherheit. Die lokalen Eliten wiederum profitierten von der römischen Rückendeckung, erlangten oft das römische Bürgerrecht und stiegen teils bis in den Senat auf.
Auf die Tatsache, dass es der überwiegenden Bevölkerungsmehrheit unter römischer Herrschaft besser ging als vorher, ist auch zurückzuführen, dass es in den fast 700 Jahren römischer Provinzialverwaltung nur zu wenigen Aufständen gegen Rom kam (z. B. Pannonischer Aufstand, der Boudicca-Aufstand und auch die jüdischen Aufstände).

## Ausbeutung
Hauptproblem römischer Provinzialverwaltung war während der Republik die Ausbeutung der Provinzen durch die Statthalter.
Da römische Politiker während der Zeit der Republik kein Gehalt bezogen und den sehr teuren Wahlkampf und die Amtsführung aus eigener Tasche bezahlen mussten, waren sie nach Ablauf ihrer Amtszeit häufig hoch verschuldet. Kamen sie dann als Statthalter in eine Provinz, versuchten sie, sich dort finanziell zu sanieren; da sie meist nur ein Jahr lang als Statthalter fungierten, gingen sie dabei oft skrupellos vor. Die Römer sagten dazu: „Arm kam er in die reiche Provinz, reich verließ er die arme.“ Die Provinz konnte dagegen zwar in Rom klagen, wenn sie aber keinen so guten Prozess-Anwalt wie Marcus Tullius Cicero im Fall des sizilischen Statthalters Gaius Verres im Jahre 70 v. Chr. verpflichten konnte, waren ihre Chancen häufig gering. In der Kaiserzeit verbesserte sich die Lage der Provinzen, da der Kaiser, der das Reich nicht ruinieren wollte, aus eigenem Interesse seine Statthalter kontrollierte und zudem die Zeit der Wahlkämpfe in Rom vorbei war.